# Universidad del Oeste de Nuevo México
La Western New Mexico University ( literal, Universidad del Oeste de Nuevo México, sigla WNMU ) es una universidad pública estadounidense con sede en Silver City (Nuevo México). Fue fundada en 1893 como Escuela Normal de Nuevo México.

## Historia
Fundada en el Territorio de Nuevo México el 11 de febrero de 1893 como Escuela Normal de Nuevo México, el centro comenzó sus clases el 3 de septiembre de 1894 en una iglesia presbiteriana alquilada. El 2 de junio de 1893, la recién creada junta de gobierno aceptó un terreno de 80 937 m2 en la ciudad de Silver City donado por el alcalde de la ciudad, coronel John W. Fleming. En noviembre de 1896 se inauguró el primer edificio permanente de la escuela, Old Main, y dos décadas después la matrícula había alcanzado la cifra de casi 500 estudiantes.
En 2025 la universidad se ha visto envuelta en acusaciones de malversación de fondos públicos en lujosos viajes internacionales. Shepard dimitió como presidente en febrero de 2025 después de que una investigación de la Oficina del Fiscal del Estado descubriera más de 363.000 dólares malversados.

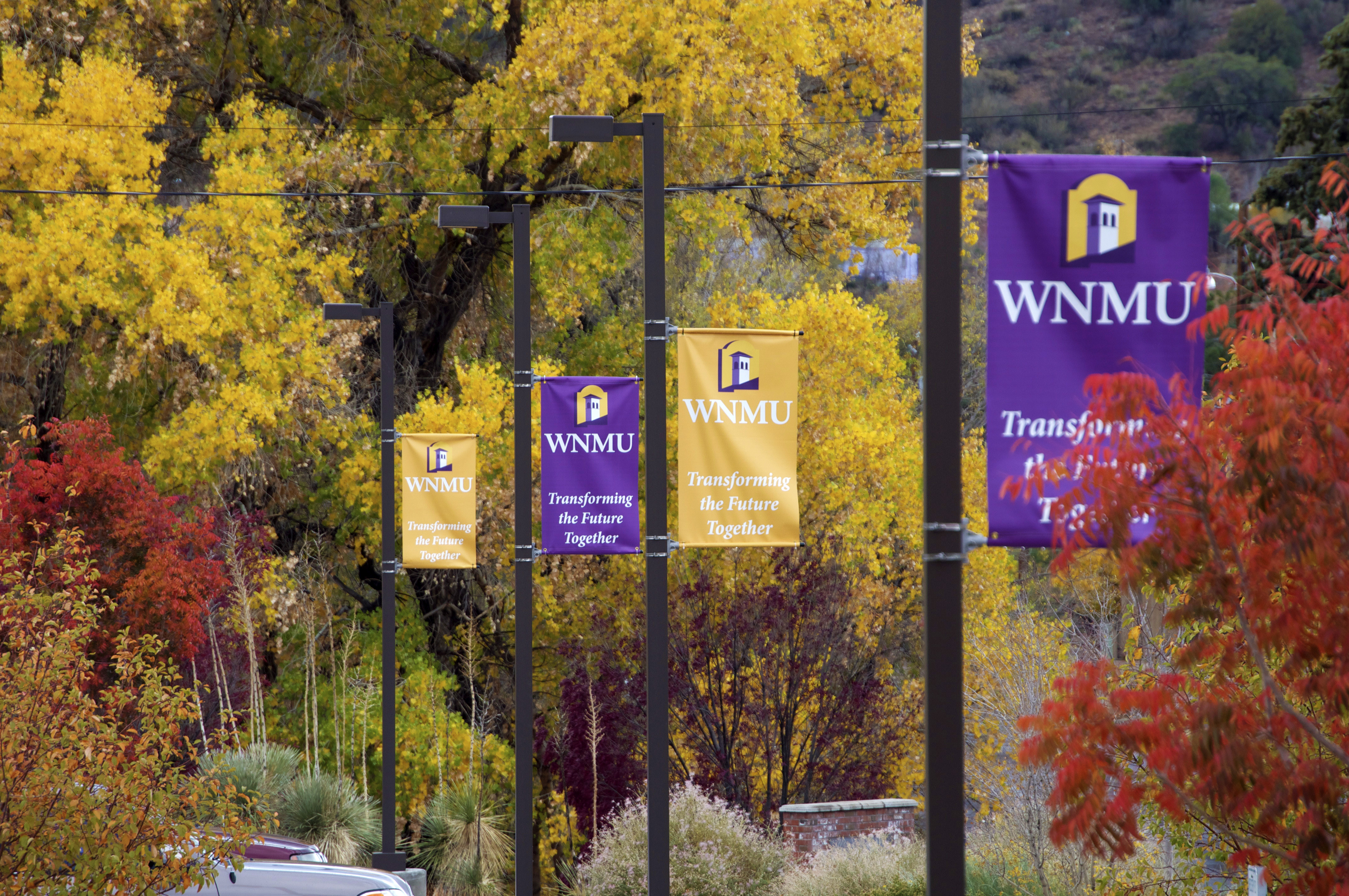
Otoño de 2012

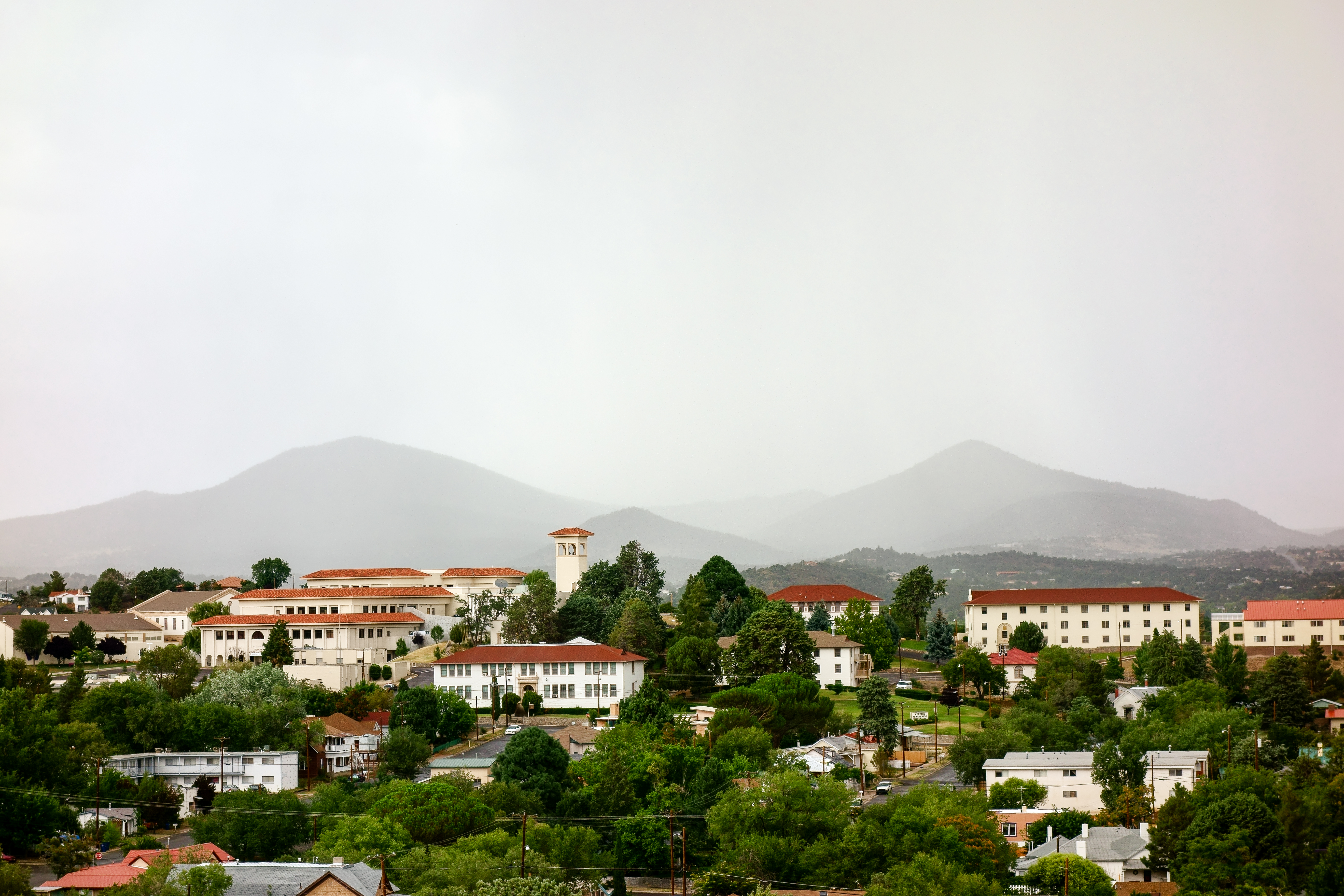
Campus principal

## Estudios
La WNMU ofrece más de 70 áreas de estudio. Se ofrecen 12 títulos de maestría, 41 títulos de grado y 20 títulos asociados, además de varios programas de certificación. Las áreas de estudio incluyen contabilidad, negocios, química, justicia penal, educación, sostenibilidad ambiental, bosques/vida silvestre, diseño gráfico, historia, enfermería, terapia ocupacional, psicología, trabajo social, sociología y zoología.
En el otoño de 2015, la matrícula fue de más de 3.500 estudiantes. La proporción de estudiantes por docente es de 18:1.
Además de su ubicación en Silver City, el Centro de Estudios de Posgrado Gallup de WNMU está ubicado en Gallup, Nuevo México. El centro ofrece programas de Maestría ( Master of Arts ) en asesoramiento y liderazgo educativo, así como programas de Enseñanza en educación primaria, secundaria y especial. También se encuentran disponibles cursos que conducen a la obtención de certificaciones docentes en educación bilingüe y TESOL, así como a la Licencia de Enseñanza Alternativa de Nuevo México en educación primaria, secundaria y especial.
La WNMU también apoya centros de aprendizaje en Deming, Truth or Consequences y Lordsburg, Nuevo México.
Además, se ofertan más de 150 cursos en línea. Los títulos en línea incluyen la Maestría en Estudios Interdisciplinarios, la Licenciatura en Trabajo Social, la Maestría en Trabajo Social, la Maestría en Administración de Empresas y las licenciaturas en justicia penal, enfermería y servicios de rehabilitación.
La Western New Mexico University está acreditada por la Comisión de Educación Superior .

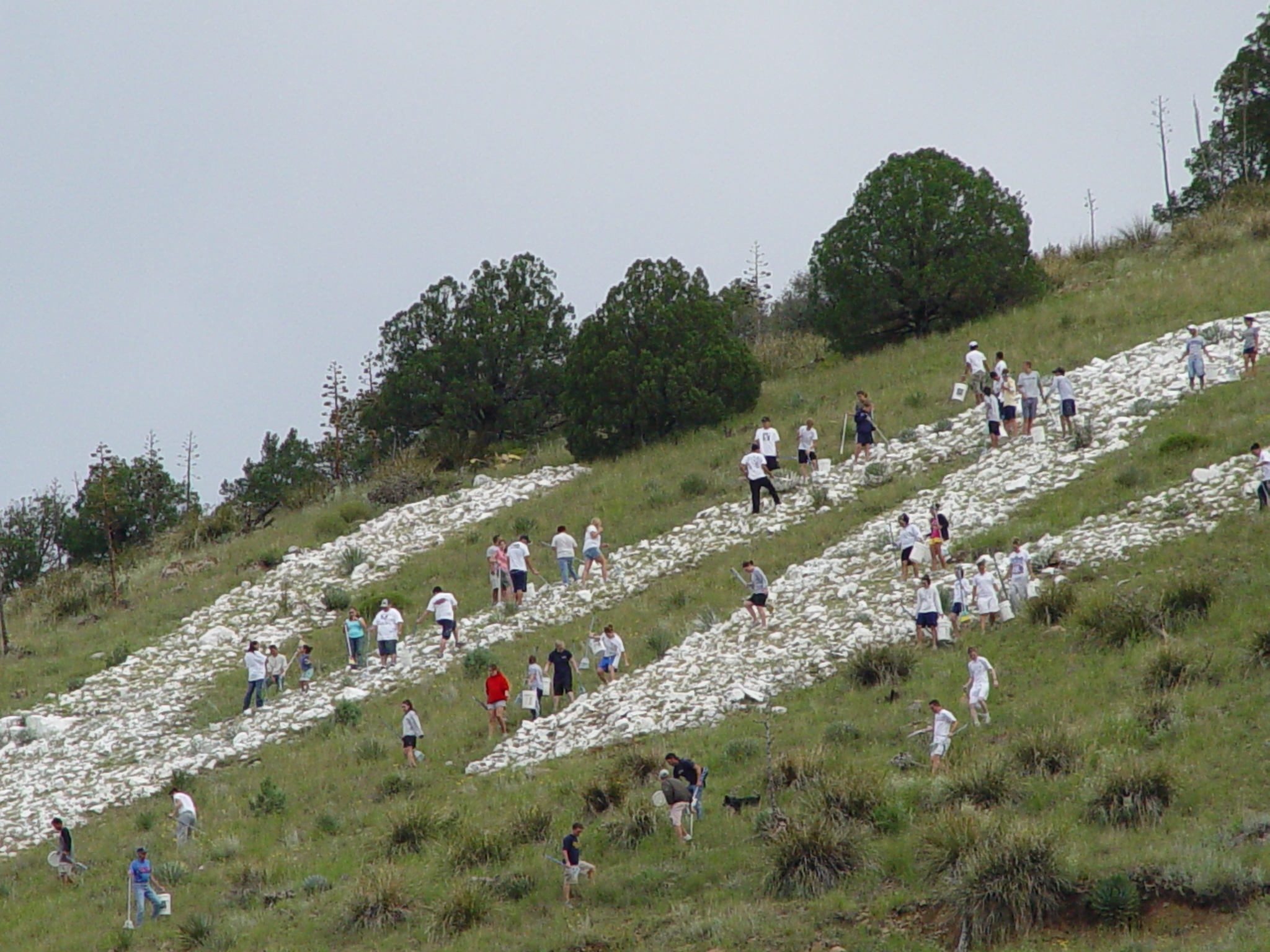
Cada otoño los jóvenes universitarios pintan una W en la ladera del campus

## Distinciones
En 2003, la WNMU fue la primera universidad del estado en ser reconocida por Quality New Mexico con el Premio Zia. La Facultad de Educación de la WNMU recibió el Premio a las Mejores Prácticas en 2005. En 2006, la Cámara de Comercio de Silver City otorgó a WNMU su Premio a la Gran Empresa del Año. Dos años más tarde, WNMU recibió el Reconocimiento Pinon 2008 y el Premio Compañero 2008. Western New Mexico es miembro de la Conferencia Lone Star de la División II de la NCAA, a la que se unió durante el año escolar 2016-17.

## Centro de desarrollo infantil
El Centro de Desarrollo Infantil en el campus de WNMU está reconocido y acreditado a nivel nacional. El programa 5 Estrellas es un laboratorio de aprendizaje para estudiantes que obtienen títulos en educación de la primera infancia.

## Campus
El campus de WNMU es una mezcla de edificios históricos registrados e instalaciones modernas con certificaciones LEED. Las 80 acres (32,4 ha)El campus incluye más de 40 edificios con cuatro residencias universitarias, un teatro con capacidad para casi 1000 personas, una piscina y un campo de fútbol. Los estudiantes tienen acceso a un gimnasio y a una sala de cine en el campus. La Gran Carrera, una tradición de larga vida, se creó en 1967 y se celebra cada primavera. Los estudiantes forman equipos y compiten entre sí en carreras de karts durante una semana. Cada otoño, los nuevos estudiantes escalan la Montaña W y pintan la W durante la primera semana del nuevo año escolar.

## Museo
Ubicado en Fleming Hall, el Museo WNMU alberga la colección permanente de cerámica Mogollón más grande del mundo. El Museo WNMU es el principal centro de observación e investigación de la cultura Mogollón.

## Campus satélite
- Deming
- Gallup  Desactivado temporalmente por razones presupuestarias
- Lordsburg  Desactivado temporalmente por razones presupuestarias

## Antiguos alumnos
- Howie Morales, vicegobernador de Nuevo México y exsenador estatal.
- Tammie Jo Shults, ex aviadora naval del F/A-18 de la Marina de los Estados Unidos y capitana del vuelo 1380 de Southwest Airlines